# Bếp hát
Bếp hát là một bộ phim truyền hình được thực hiện bởi BHD và Vietnam Studio sản xuất do Phan Gia Nhật Linh và Danny Đỗ làm đạo diễn. Phim được mua kịch bản chuyển thể từ bộ phim truyền hình The Kitchen Musical của Singapore năm 2011. Phim phát sóng vào lúc 21h20 thứ Sáu hàng tuần trên bắt đầu từ ngày 11 tháng 4 và kết thúc vào ngày 11 tháng 7 năm 2014 trên kênh VTV3.
Đây được cho là bộ phim truyền hình đầu tiên tại Việt Nam có thời lượng lên đến 80 phút/1 tập. Dù trước khi lên sóng và sau khi lên sóng được một thời gian, bộ phim có nhận được sự quan tâm từ khán giả nhưng khi kết thúc phim, "Bếp hát" đã nhận nhiều ý kiến trái chiều từ việc diễn xuất, nội dung và kịch bản từ các trang báo điện tử Việt Nam.

## Nội dung
Bếp hát xoay quanh câu chuyện của những đầu bếp tại một nhà hàng Pháp mang tên Avilon, với việc kết hợp ẩm thực và âm nhạc pha trộn với hương vị tình yêu. Bếp trưởng Hoàng Quân (Lam Trường) cầu toàn, độc đoán và bảo thủ - đối nghịch với một cô bếp phó hăng say, luôn tìm tòi, thử nghiệm với những thứ mới mẻ Katy Mộc Miên (Tú Vi), bên cạnh đó là một bếp phó hiền lành, si tình Đỗ Duy (Văn Anh) hay một cô quản lý tiền sảnh gợi cảm, kiêu hãnh và đầy tham vọng Tôn Nữ Bảo Ngọc (Trà My Idol)...

## Diễn viên
- Lam Trường trong vai Hoàng Quân[3]
- Tú Vi trong vai Katy Mộc Miên[4]
- NSƯT Thành Lộc trong vai chú Đức Hải[5]
- Trà My Idol trong vai Tôn Nữ Bảo Ngọc[6]
- Lê Văn Anh trong vai Đỗ Duy[4]
- Diệp Lâm Anh trong vai Anh Châu[7]
- Lê Mi Lan trong vai Nam Phương[7]
- Hakoota Dũng Hà trong vai Hà Nam
- Annie Huỳnh Anh trong vai Châu Giang
- Anh Tài trong vai Trọng Nghĩa
- Yaya Trương Nhi trong vai Lê Trang[8]
- Lân Nhã trong vai Quang Long
- Will trong vai Võ Huy
- Quang Đăng trong vai Đức Thành
- Minh Thuận trong vai Lê Lâm
- Phương Thanh vai Lý Thùy Như
- Lều Phương Anh vai Hồ Bích
- Lê Hoàng vai David Khải
- Hương Giang vai Hương
- Huy Khánh vai Phong
- Quốc Huy vai Trí Anh
- NSƯT Lê Thiện vai Bà nội Ấn Độ
- Đức Tuấn vai Nguyễn Thái Sơn
- Hồng Nhung vai Bà Mai
- Hà Okio vai Hà Okio
- Uyên Linh vai Uyên Linh
- Ya Suy vai Ya Suy
- Lâm Khiết Băng vai Cháu gái bà nội Ấn Độ
- Saetti Baggio vai Cháu trai bà nội Ấn Độ
- Mai Huỳnh vai Huỳnh Đức
- Nguyễn Minh Chung vai Con trai bà nội Ấn Độ
- Nguyễn Quang Dũng vai Giám khảo
- Nick Đỗ Quốc Đạt vai Linh
- Ngô Thanh Hòa vai Chef Thanh Hòa
- Bé Bí Ngô vai Con gái Lý Thùy Như
- Chris Nguyễn vai Ông Tám
- Sỹ Phú vai Nhân viên bưu điện
- Minh Ngọc vai Chef Khoa Trần
- Mã Trung vai Ông Đức

Cùng một số diễn viên khác....

## Sản xuất
"Bếp hát" là bản Việt hóa của bộ phim truyền hình ca nhạc "The Kitchen Musical" do Singapore sản xuất năm 2011. Bộ phim được BHD đầu tư lớn với tổng số 13 tập nhưng ước tính cần đến khoảng 65 MV ca nhạc. Đây cũng là bộ phim kết hợp thêm yếu tố âm nhạc, vũ đạo và cả ẩm thực. Phim truyền hình cũng quy tụ nhiều diễn viên điện ảnh nổi tiếng và cả từ các diễn viên trong chương trình truyền hình thực tế. "Bếp hát" được xem là bộ phim truyền hình đầu tiên tại Việt Nam có thời lượng 80 phút/tập. Phim còn có ít nhất 4 đạo diễn nổi tiếng tham gia diễn xuất là Lê Hoàng, Nguyễn Quang Dũng, Minh Chung và NSƯT Thành Lộc. Bên cạnh các vai chính do các ca sĩ Tú Vi, Lam Trường, Trà My Idol… đảm nhiệm, phim còn có nhiều ca sĩ nổi tiếng tham dự như Hồng Nhung, Phương Thanh, Minh Thuận,… Thanh Hòa, quán quân chương trình Vua Đầu Bếp mùa 1 cũng được đoàn làm phim “Bếp hát” mời tham gia với vai trò làm chuyên gia hướng dẫn cho các diễn viên trong phim. Bộ phim còn lồng ghép thêm tình tiết nhà hàng Avilon nhận nhiệm vụ đón hai thực khách quan trọng là đôi vợ chồng Angelina Jolie – Brad Pitt.
Bộ phim do hai đạo diễn Phan Gia Nhật Linh và Danny Đỗ phối hợp thực hiện, với sự tham gia của nhạc sĩ Đức Trí trong trò đạo diễn âm nhạc và biên đạo múa Tấn Lộc đảm nhiệm phần vũ đạo. 13 tập phim của Bếp hát là tuyển tập 65 ca khúc, bao gồm cả những ca khúc quốc tế được Việt hóa và những ca khúc Việt Nam, được thể hiện như những MV thực thụ. Bộ phim sử dụng lại 75% ca khúc của phiên bản gốc, và những ca khúc tiếng Anh nổi tiếng này sẽ được dịch sang lời Việt.

## Đón nhận
Trước ngày phát sóng, "Bếp hát" được hứa hẹn sẽ "đem lại làn gió mới" cho phim truyền hình Việt. Báo Công an nhân dân cho biết "phần âm nhạc, những món ăn ngon, đẹp mắt là điểm khác biệt được chờ đợi trong bộ phim này". Tại thời điểm mới ra mắt, "Bếp hát" đã nhận được sự quan tâm của đông đảo khán giả.
Tuy nhiên, sau khi phát sóng hơn nửa phim, "Bếp hát" bị nhận xét là chỉ để lại sự góp mặt của dàn diễn viên đẹp, còn nội dung thì "mờ nhạt, diễn xuất không ấn tượng". Báo Lao động nhận xét rằng "do bộ phim có sự pha trộn giữa yếu tố ẩm thực, âm nhạc và tình yêu, nên khía cạnh nào cũng làm chưa tới". Tờ báo này còn nhận xét "Lấy bối cảnh là một nhà hàng và các diễn viên chính đều là đầu bếp, nhưng đầu bếp đổ mồ hôi vì hát và nhảy nhiều hơn là nấu ăn. Phim gây choáng bởi những cảnh dàn dựng công phu cho những phần trình diễn âm nhạc như những MV ca nhạc thực sự. [...] Bếp hát đã tạo ra những bản nhạc hit được đông đảo giới trẻ yêu thích, nhưng chỉ hợp là bộ phim ca nhạc thuần chất giải trí hơn là gắn thêm hai chữ truyền hình."
Sau khi kết thúc 13 tập phim, bộ phim đã bị cho là dừng lại với cái kết mở "không ngọt ngào". Báo Zing nhận xét phim "bên cạnh âm nhạc hay, vũ đạo cuốn hút, người xem còn thích thú trước những món ăn vô cùng đẹp mắt trong phim", tuy nhiên Zing cũng phê bình phim rằng "dù âm nhạc được khen ngợi song việc lồng ghép các ca khúc trong các tình huống lại chưa mượt mà, kém tự nhiên." Báo Tiền phong cũng cho biết "ngay từ vài phân cảnh đầu đã mang hương vị món “showbiz thập cẩm”. 3 năm sau khi phát sóng, báo Giao thông đã nhận xét bộ phim "thất bại thảm hại với sự chê bai tột độ về năng lực diễn xuất và kịch bản gượng gạo, âm nhạc nhạt nhòa."